# Instal-Projekt
Instal-Projekt — польська компанія, виробник великого асортименту сталевих і мідних опалювальних приладів. Заснована у 1979 році. Головний офіс розташовується у Крушині (Вроцлавський повіт). 
Продукція компанії включає електричні і водні сушки для рушників, дизайнерські радіатори. Також компанія випускає аксесуари для сушок для рушників і дизайн-радіаторів: нагрівальні тени, полички, вішалки, термостати, вентилі та інше.